# Phyllanthus petenensis
Phyllanthus petenensis là một loài thực vật có hoa trong họ Diệp hạ châu. Loài này được Lundell miêu tả khoa học đầu tiên năm 1985.